# 榮譽 (電影)

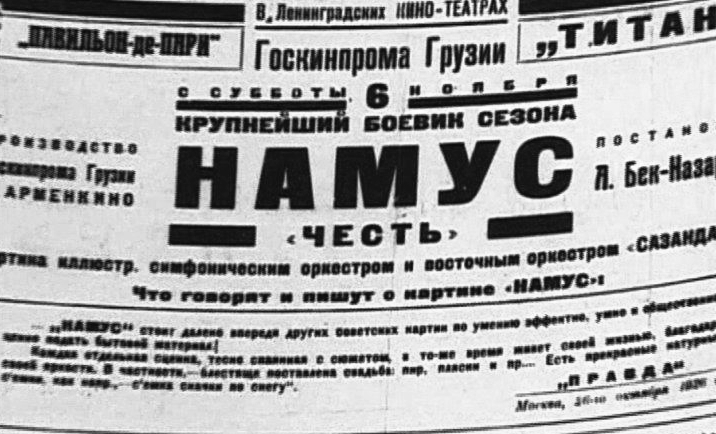
1926年列寧格勒《榮譽》電影海報

《榮譽》是一部1925年的無聲電影，被公認為第一齣亞美尼亞故事片。電影由哈莫·別克納扎良執導，原著為亞歷山大·謝凡撒得1885年的同名小說，抨擊專制禮儀和高加索家庭的習俗。

## 背景
1920年11月，蘇聯軍隊成功佔領亞美尼亞民主共和國，但由於早前反蘇聯統治的二月起義在1921年被鎮壓，因此尚未成立穩定的共產政府。兩年後，阿爾緬電影在1923年4月16日成立，當時名為國家電影組織。哈莫·別克納扎良是1917年俄國革命前的演員，在革命成功後積極參與執導電影，《榮譽》是他執導的第一個知名的作品。

## 故事大綱
故事發生在俄羅斯帝國時的高加索城市沙馬基。陶匠兒子謝相（Seyran）偷偷與蘇珊（Susan）見面，但亞美尼亞傳統嚴格禁止這種行為。當鄰居發現兩人的秘密會面後，有關二人的傳言在鄰里不斷傳播，蘇珊的家人決定將她嫁給富商魯斯塔姆（Rustam），以恢復家族的榮譽。其後，謝相指自己擁有了蘇珊，魯斯塔姆感到丟臉，因此殺死她，最終謝相亦自殺殉情。

## 製作和反響
《榮譽》於1926年4月13日在埃里溫奈裡劇院首映，並於同年10月3日在莫斯科上映。列寧格勒一張1926年的電影海報稱《榮譽》為「本季最大重磅炸彈」。電影取得巨大成功，並令納扎羅夫在蘇聯成名，這對他後來製作電影有幫助，令他成為亞美尼亞電影業的創始人。

## 修復
《榮譽》在1960年代首次被修復，加入聲音。2005年，德法公共電視台數位修復《榮譽》，這個修復版本於2005年11月在巴黎巴爾扎克劇院上映，其後又於2010年4月在埃里溫莫斯科电影院上映。

## 外部連結
- YouTube上的Намус / Namus / Նամուս (1924г.) [Русские титры]（完整電影）
- 互联网电影数据库（IMDb）上《榮譽》的资料（英文）